# Juan Carlos Medina (regista)
Juan Carlos Medina (Miami, 1977) è un regista spagnolo.

## Filmografia

### Cinema
- Rage - cortometraggio (2001)
- Mauvais jour - cortometraggio (2003)
- Insensibles (2012)
- The Limehouse Golem - Mistero sul Tamigi (The Limehouse Golem) (2016)

### Televisione
- A Discovery of Witches - Il manoscritto delle streghe (A Discovery of Witches) – serie TV, episodi 1x1-1x2 (2018)
- Origin – serie TV, episodi 1x7-1x8 (2018)
- Svaniti nel nulla (Disparu à jamais) – miniserie TV, 5 episodi (2021)